# Осек (Ловицький повіт)
Осек (пол. Osiek) — село в Польщі, у гміні Коцежев-Полудньовий Ловицького повіту Лодзинського воєводства.
Населення — 321 особа (2011).
У 1975-1998 роках село належало до Скерневицького воєводства.

## Демографія
Демографічна структура станом на 31 березня 2011 року:
|          | Загалом | Допрацездатний вік | Працездатний вік | Постпрацездатний вік |
| -------- | ------- | ------------------ | ---------------- | -------------------- |
| Чоловіки | 146     | 22                 | 98               | 26                   |
| Жінки    | 175     | 37                 | 95               | 43                   |
| Разом    | 321     | 59                 | 193              | 69                   |